# Stadion Dolina
Stadion Dolina – stadion piłkarski w Padinie, w Serbii. Został otwarty w 1978 roku. Może pomieścić 1000 widzów. Swoje spotkania rozgrywają na nim piłkarze klubu Dolina Padina.